# Max Joseph
H. Maxwell "Max" Joseph (New York City, New York, 16 de janeiro de 1982) é um diretor, produtor, roteirista, cinegrafista e editor norte-americano.
Joseph juntamente a Nev Schulman, apresenta e atua como cinegrafista na série de televisão da MTV, Catfish: TV Show. Joseph deixou a gravação de Catfish por alguns episódios da terceira temporada, para concluir seu filme, We Are Your Friends, estrelado por Zac Efron e lançado em 2015. Joseph também dirigiu diversos filmes incluindo 12 Years of DFA: Too Old To Be New, Too New To Be Classic, Garden of Eden, Let's Harvest the Organs of Death Row Inmates e diversas outras produções.

## Filmografia
| Ano  | Título                                                    | Tipo           | Notas |
| ---- | --------------------------------------------------------- | -------------- | ----- |
| 2008 | State of the Economy: Oil Addiction                       | Documentário   |       |
| 2008 | Good: Water                                               | Documentário   |       |
| 2008 | Good: Immigration                                         | Documentário   |       |
| 2008 | Good: Education                                           | Documentário   |       |
| 2008 | Good: Alcohol Olympics                                    | Documentário   |       |
| 2009 | Good: Atomic Alert                                        | Documentário   |       |
| 2009 | Let's Harvest the Organs of Death Row Inmates             | curta-metragem |       |
| 2009 | Good: The Green Hotel                                     | curta-metragem |       |
| 2009 | Good: Animal Guns                                         | curta-metragem |       |
| 2010 | Saab Story                                                | Documentário   |       |
| 2012 | Garden of Eden                                            | curta-metragem |       |
| 2013 | 12 Years of DFA: Too Old To Be New, Too New To Be Classic | Documentário   |       |
| 2015 | We Are Your Friends                                       | Drama          |       |

| Ano       | Título           | Papel                          | Notas                                                                  |
| --------- | ---------------- | ------------------------------ | ---------------------------------------------------------------------- |
| 2012-2018 | Catfish: TV Show | Co-apresentador e cinegrafista | Ausente durante 5 episódios devido as gravações de We Are Your Friends |

## Prêmios e indicações
| Ano  | Prêmio             | Categoria             | Trabalho         | Resultado | Ref.  |
| ---- | ------------------ | --------------------- | ---------------- | --------- | ----- |
| 2014 | Teen Choice Awards | Choice TV Personality | Catfish: TV Show | Indicado  | [ 3 ] |